# Mariana Harder-Kühnel

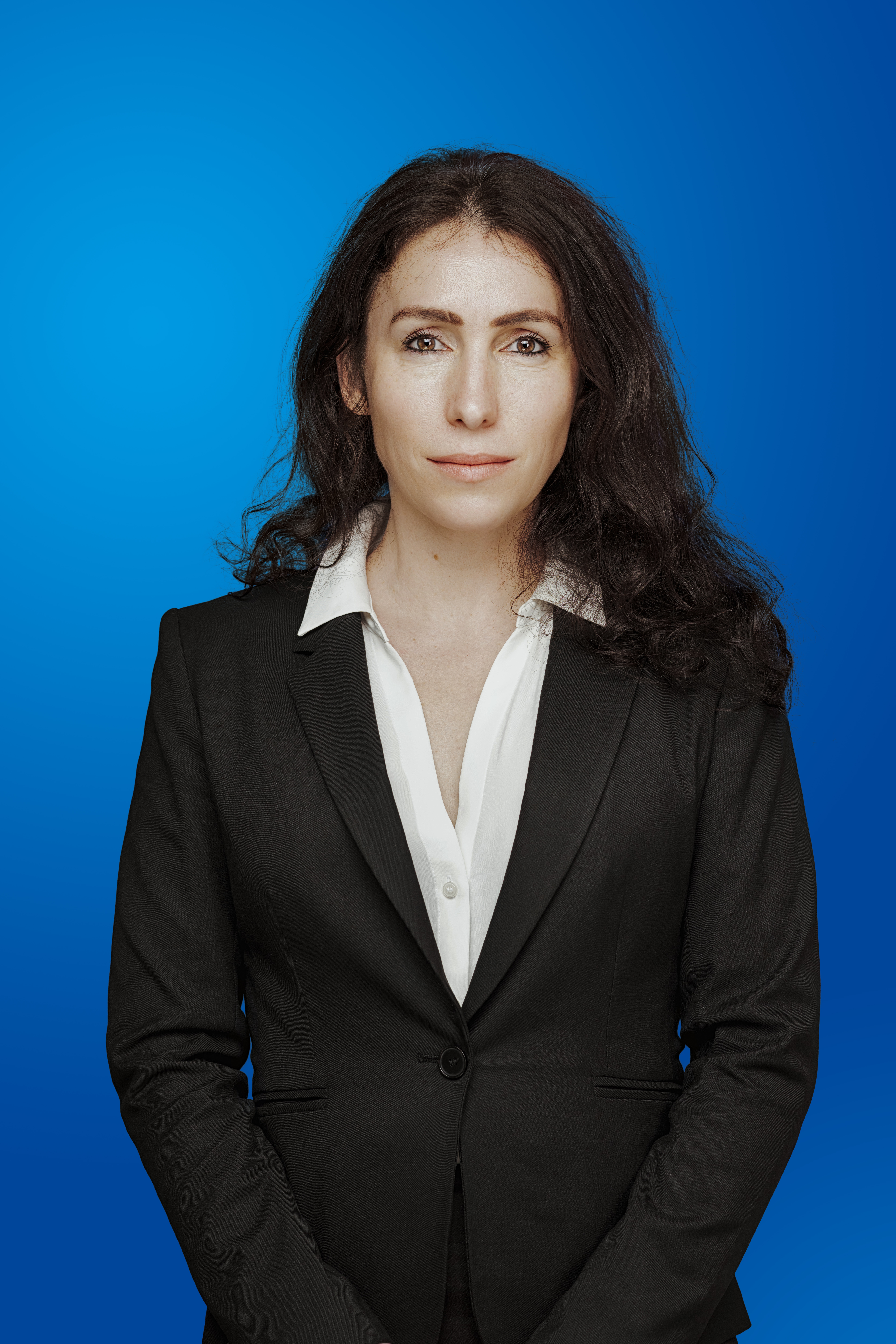
Mariana Harder-Kühnel im Deutschen Bundestag (2020)

Mariana Iris Harder-Kühnel (* 16. August 1974 in Gelnhausen) ist eine deutsche Politikerin (AfD) und Rechtsanwältin sowie von 2022 bis 2024 eine von drei stellvertretenden Bundessprechern ihrer Partei. Sie war von 2017 bis 2025 Mitglied des Deutschen Bundestages.

## Leben
Nach dem Besuch des Grimmelshausen-Gymnasiums Gelnhausen, wo sie mit Peter Tauber in einer Klasse war, studierte Mariana Harder-Kühnel von 1994 bis 1999 Rechtswissenschaft an der Justus-Liebig-Universität Gießen. Nach ihrem Referendariat am Landgericht Gießen legte sie 2001 das Zweite Staatsexamen ab. Von 2002 bis 2010 arbeitete sie als Rechtsanwältin bei der Wirtschaftsprüfungsgesellschaft Ernst & Young in Frankfurt am Main, 2010 bis 2014 bei der Kanzlei Frenzel & Coll. und seit 2015 bei Rechtsanwälte, Notare & Steuerberater Kühnel-Spangenberg-Palige.
Mariana Harder-Kühnel ist römisch-katholisch, verheiratet und Mutter dreier Kinder.

## Politik

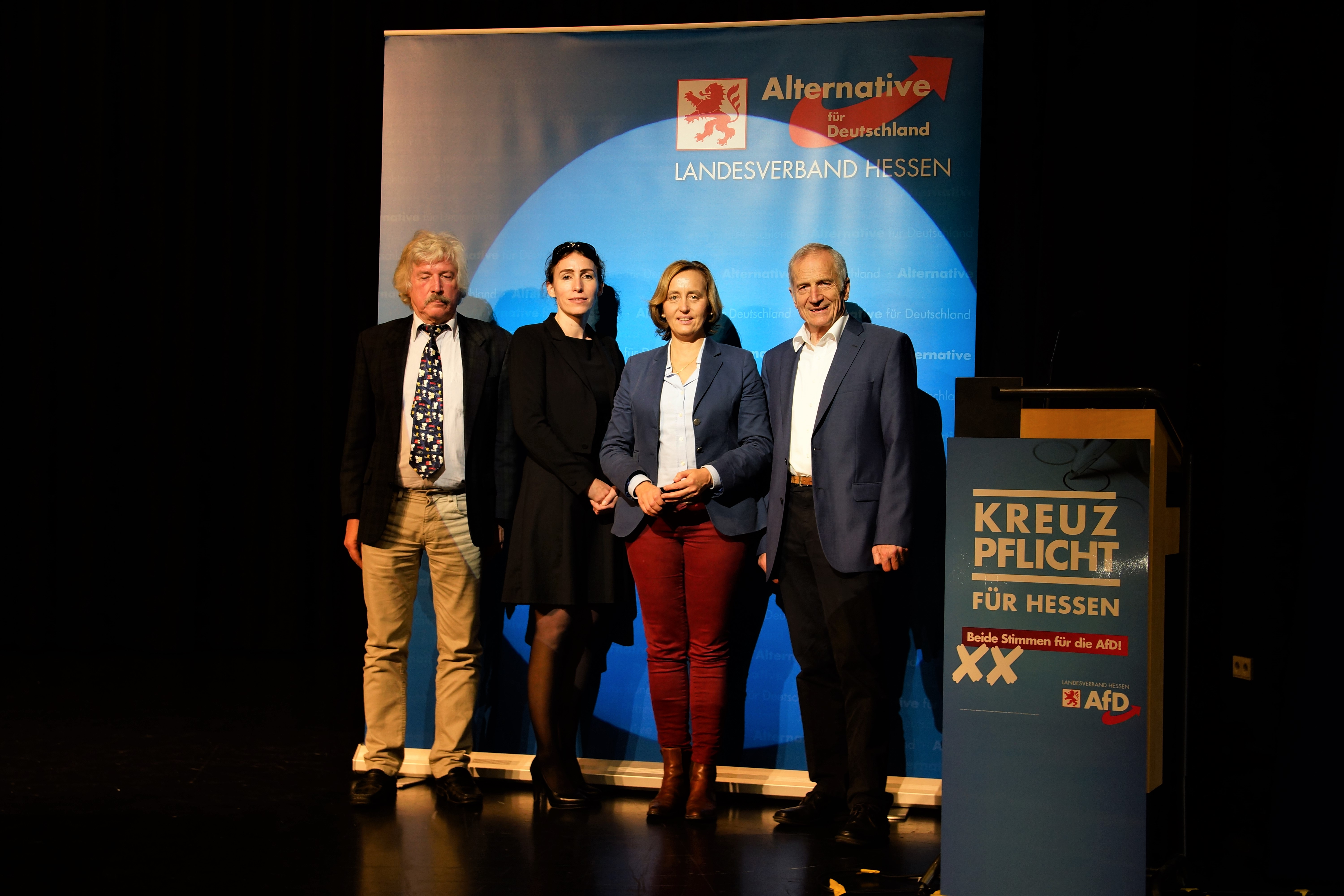
Rainer Rahn, Mariana Harder-Kühnel, Beatrix von Storch, Martin Hohmann 2018 in Neuhof

### Politischer Werdegang
Harder-Kühnel wurde im April 2013 Mitglied der neugegründeten Alternative für Deutschland (AfD) und beteiligte sich an der Gründung des AfD-Kreisverbandes Main-Kinzig. In der Folgezeit engagierte sie sich auf Bundes- und Landesebene in mehreren AfD-Parteigremien. Unter anderem ist sie hessische Vertreterin im AfD-Bundeskonvent, Gründungsmitglied des Bundesfachausschusses Familie und Sprecherin des Landesfachausschusses Familie. Weiter ist sie Bundesdelegierte und Sprecherin des Landesarbeitskreises Familie. Zudem war sie ehrenamtliche Beigeordnete im Kreisausschuss des Main-Kinzig-Kreises.
Anfang November 2016 wurde Harder-Kühnel beim Listenparteitag der Mitglieder der hessischen AfD in Hofheim am Taunus auf Platz 1 der Landesliste für die Bundestagswahl 2017 gewählt. Im Februar 2017 wurde sie von der hessischen AfD in Bad Soden-Salmünster auch zur Direktkandidatin für den Bundestagswahlkreis Main-Kinzig – Wetterau II – Schotten (Wahlkreis 175) gewählt. Unregelmäßigkeiten und Pannen bei den Wahlen für die Listenplätze der AfD im November 2016 (zwei Personen hatten mit abgestimmt, die nicht zur Teilnahme berechtigt waren) machten eine Wiederholung der Wahlen Mitte Mai 2017 nötig. Harder-Kühnel verblieb auf Platz 1 der Landesliste (297 von 390 abgegebenen Stimmen).
Sie erhielt bei der Bundestagswahl 14,8 Prozent der Erststimmen in ihrem Wahlkreis (Peter Tauber (CDU) 36,8 Prozent, Bettina Müller (SPD) 28,3 Prozent) und zog über die Landesliste in den Bundestag ein.
Harder-Kühnel war im 19. Deutschen Bundestag ordentliches Mitglied und Obfrau des Ausschusses für Familie, Senioren, Frauen und Jugend. Zudem gehörte sie als stellvertretendes Mitglied dem Ausschuss für Inneres und Heimat, dem Unterausschuss Bürgerschaftliches Engagement, sowie der Kinderkommission an.
Bei der Bundestagswahl 2021 kandidierte sie für die AfD wieder als Direktkandidatin für den Bundestagswahlkreis Main-Kinzig – Wetterau II – Schotten, verpasste aber mit 13 Prozent erneut das Direktmandat. Über die Landesliste ihrer Partei zog sie aber dennoch in den 20. Deutschen Bundestag ein.
Auf dem Parteitag der AfD im Juni 2022 in Riesa wurde Harder-Kühnel gemeinsam mit Stephan Brandner und Peter Boehringer zur stellvertretenden Bundessprecherin der AfD gewählt. Beim Bundesparteitag im Juni 2024 in Essen kandidierte sie nicht mehr für dieses Amt.
Die Landesliste der AfD Hessen für die Bundestagswahl 2025 führt Harder-Kühnel nicht. Sie unterlag bei der Wahl um Platz 4.

### Politische Positionen
Harder-Kühnels politische Positionen setzen sich aus den Kernthemen der AfD zusammen: Sie warnt davor, „anhaltende Probleme durch Migration herunterzuspielen“, sowie vor dem „politischen Islam“. Ferner lehnt sie eine vermeintliche „Frühsexualisierung“ durch Aufklärungsunterricht bei Jugendlichen im Alter unter zwölf bis dreizehn Jahren ab, insbesondere die Aufklärung über gleichgeschlechtliche Partnerschaften für Sechsjährige und über LGBT-Themen für Zehnjährige, die nach dem neuen hessischen Lehrplan vorgesehen seien. Sie plädiert für ein striktes Werbeverbot für Schwangerschaftsabbrüche und für einen Austritt Deutschlands aus dem Euro-Raum. Das Einrichten von Umweltzonen bezeichnet sie als „ideologiegetrieben“.

### Einordnung innerhalb der AfD und Verbindungen zum rechten Parteiflügel
Harder-Kühnel wird insgesamt als im Ton moderat innerhalb der AfD-Bundestagsfraktion beschrieben. Nach Angaben des Nachrichtenmagazins Der Spiegel kurz vor ihrer gescheiterten Wahl zur Bundestagsvizepräsidentin kritisierten einige Mitglieder der AfD-Bundestagsfraktion im März 2019, Harder-Kühnel pflege enge Kontakte mit dem völkisch-nationalistischen „Flügel“ um Björn Höcke, der vom Verfassungsschutz seinerzeit als Verdachtsfall eingestuft wurde.
Georg Ismar und Maria Fiedler spekulierten im Tagesspiegel darüber, ob der Bericht von innerparteilichen Feinden Harder-Kühnels lanciert wurde, „um ihr zu schaden.“ Zudem sei ein ehemaliger Mitarbeiter in ihrem Bundestagsbüro, Manfred Mattis, Redner beim Kasseler Pegida-Ableger Kagida und Mitgründer des „Herkuleskreises“ gewesen. Auf einem Foto vom Landeskongress der hessischen Jungen Alternative (JA) 2017 sei Harder-Kühnel neben Markus Frohnmaier und zwei weiteren Mitgliedern der JA im Haus der „rechten Marburger Burschenschaft Germania“ zu sehen.

### Kandidatur zur Bundestagsvizepräsidentin
Am 6. November 2018 wurde Mariana Harder-Kühnel von der AfD-Fraktion im Deutschen Bundestag zur Kandidatin für das Amt des Bundestagsvizepräsidenten nominiert; damit setzte sie sich AfD-intern gegen Karsten Hilse durch. Bei drei Wahlgängen im Plenum am 29. November 2018, 13. Dezember 2018 und 4. April 2019 wurde sie jeweils nicht gewählt.